# Madame Monsieur

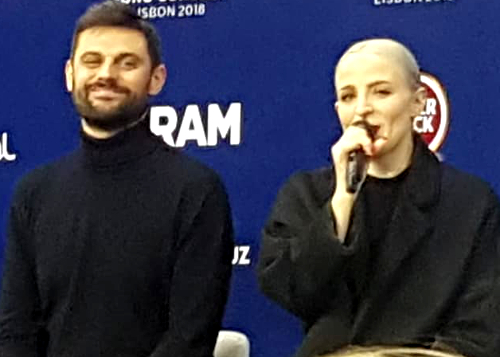
Madame Monsieur i maj 2018.

Madame Monsieur är en fransk gift duo som består av Jean-Karl Lucas  och  Émilie Satt och som representerade Frankrike i Eurovision Song Contest 2018 i Lissabon den 12 maj 2018.